# Schuttellobeke

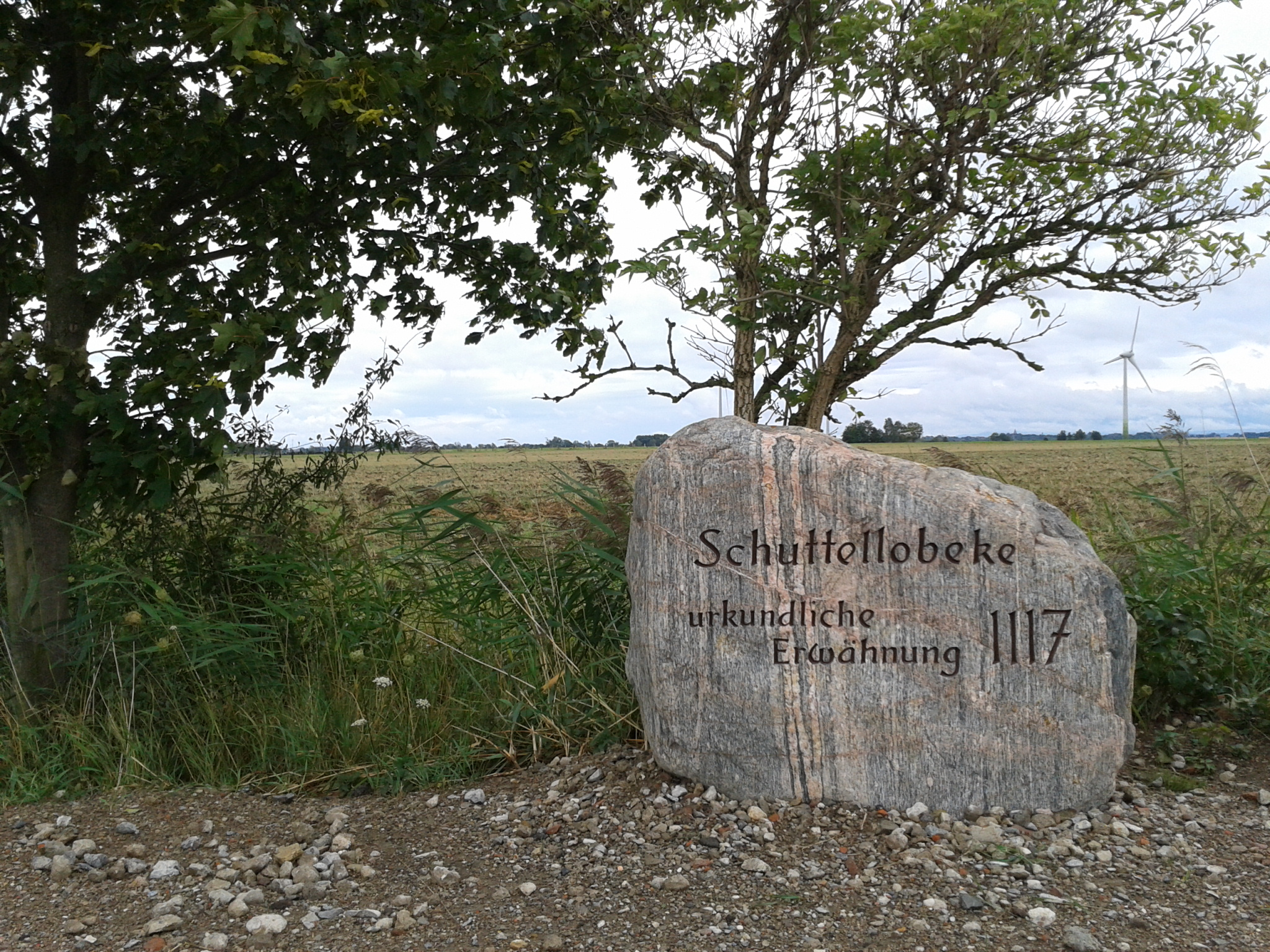
Gedenkstein an der früheren Dorfstelle von Schuttellobeke

Schuttellobeke war eine 1117 erstmals erwähnte Siedlung, die zu einem unbekannten Zeitpunkt wüst fiel. Sie lag zwischen den Ortsteilen Evern und Klein Lobke in der Stadt Sehnde.

## Beschreibung
Die frühere Dorfstelle von Schuttellobeke lag leicht erhöht zwischen den Orten Evern und Klein Lobke. Der Ort fand erstmals 1117 urkundliche Erwähnung. Der Graf von Haimar spendete dem Bistum Hildesheim eine Hausstelle und 24 Morgen Land in Schuttellobeke, um für die Kapelle in Evern das Kirchrecht zu erwerben. Zur Erinnerung an Schuttellobeke wurde am 24. Juli 2011 an der früheren Dorfstelle ein Gedenkstein enthüllt.

## Bedeutung des Ortsnamens
Schuttellobeke bedeutet in etwa „Aufschüttung an einem Waldbach“. Dies erklärt sich aus „Schuttel“ für Aufschüttung, „lô“ für die mittelniederdeutsche Bezeichnung für Wald und „bêke“, die mittelniederdeutsche Bezeichnung für Bach.